# 千葉ジェッツふなばしの選手一覧
男子プロバスケットボール・Bリーグの千葉ジェッツふなばしに所属する、選手やスタッフの一覧。

## 過去の選手
- 赤穂雷太
- 阿部友和
- 荒尾岳
- 石井講祐
- 石田剛規
- 板倉令奈
- 一色翔太
- 伊藤俊亮
- 大宮宏正
- 岡田優介
- 小野龍猛
- 加納誠也
- 上江田勇樹
- 亀﨑光博
- 狩俣昌也
- 佐々木クリス
- 佐藤託矢
- 佐藤博紀
- 白田敏人
- 田口成浩
- 田中健介
- 中村友也
- 晴山ケビン
- 藤永佳昭
- 星野拓海
- 宮永雄太
- 八幡幸助
- アラン・ウィギンズ
- アントワン・ブロキシー
- クリス・ブラズウェル
- クリント・チャップマン
- コー・フリッピン
- ジャスティン・バーレル
- シャノン・ショーター
- ジョー・ワーナー
- ジョージ・リーチ
- ジョシュ・ダンカン
- セバスチャン・サイズ
- タイラー・ストーン
- ディアンドレ・ベル
- トーマス・ケネディ
- トニー・ガフニー
- トレイ・マッキニー＝ジョーンズ
- ニック・メイヨ
- パリス・ホーン
- ヒルトン・アームストロング
- ファイ・パプ月瑠
- マーキン・チャンドラー
- マークゥィース・グレイ
- マイケル・パーカー
- リック・リカート
- レオ・ライオンズ
- レジー・オコーサ

## 歴代ヘッドコーチ
- エリック・ガードー
- 冨山晋司
- レジー・ゲーリー
- ジェリコ・パブリセヴィッチ
- 佐藤博紀（代行)
- 大野篤史

## 永久欠番
- 0 佐藤博紀[1]。